# Češinovo-Obleševo
Češinovo-Obleševo (makedonska: Чешиново-Облешево, albanska: Çeshinovo-Obleshevës) är en kommun i Nordmakedonien. Den ligger i den centrala delen av landet, 70 km öster om huvudstaden Skopje. Antalet invånare är 7 125.
Följande samhällen finns i Češinovo-Obleševo:
- Češinovo